# What Happened on the Barbuda
What Happened on the Barbuda è un cortometraggio muto del 1915 diretto da Langdon West.

## Produzione
Il film fu prodotto dalla Edison Company.

## Distribuzione
Distribuito dalla General Film Company, il film - un cortometraggio in tre bobine - uscì nelle sale cinematografiche degli Stati Uniti il 10 settembre 1915.